# 555Ten
555Ten ist ein Wolkenkratzer in Manhattan in New York City, Vereinigte Staaten. Der Wohnturm beherbergt 598 luxuriöse Mietwohnungen.

## Beschreibung
Das Hochhaus befindet sich in Midtown Manhattan im Viertel Hudson Yards im Stadtteil Hell’s Kitchen an der Tenth Avenue zwischen der West 40th und West 41st Street. Westliches Nachbargebäude ist die kroatisch katholische Kirche Church of Sts. Cyril & Methodius and St. Raphael. Dahinter führt die Galvin Avenue zum Lincoln Tunnel. Wenige Meter östlich befindet sich der Busbahnhof Port Authority Bus Terminal.
555Ten wurde im Auftrag des Eigentümers Extell Development Company von den SLCE Architects entworfen und von 2014 bis 2016 erbaut. Der Wolkenkratzer ist 186,5 Meter (612 Fuß) hoch und hat 53 Etagen. Er besitzt eine glatte blaue Glasfassade und über der neunten Etage umlaufend einen kleinen Rücksprung, auf dem Terrassen und Arkaden angelegt sind.
555Ten beherbergt 598 Mietwohnungen, darunter 120 Apartments mit Mietminderung. In den Etagen zwei bis neun befinden sich Gemeinschaftsräume und Wohneinheiten für Studenten und anderen Personen mit kurzfristiger Mietdauer. In den Etagen darüber sind die Freizeiteinrichtungen untergebracht. Ab dem 12. Stockwerk befinden sich die gewöhnlichen Mietwohnungen. Für alle seine Bewohner bietet das Wohnhochhaus unter anderem einen Salzwasser-Innenpool und in der 53. Etage auf dem Dach einen Außenpool mit Sonnenterrasse, sowie ein Fitnesscenter, eine Bowlingbahn, ein Kinderspielzimmer und Gemeinschaftsräume.
Im höhenmäßig zwei Etagen umfassenden Erdgeschoss sind die Lobby, Einzelhandelsgeschäfte und die K–4-Charterschule „Success Academy“ mit eigenem Eingang in der 41st Street untergebracht.

## Ansichten

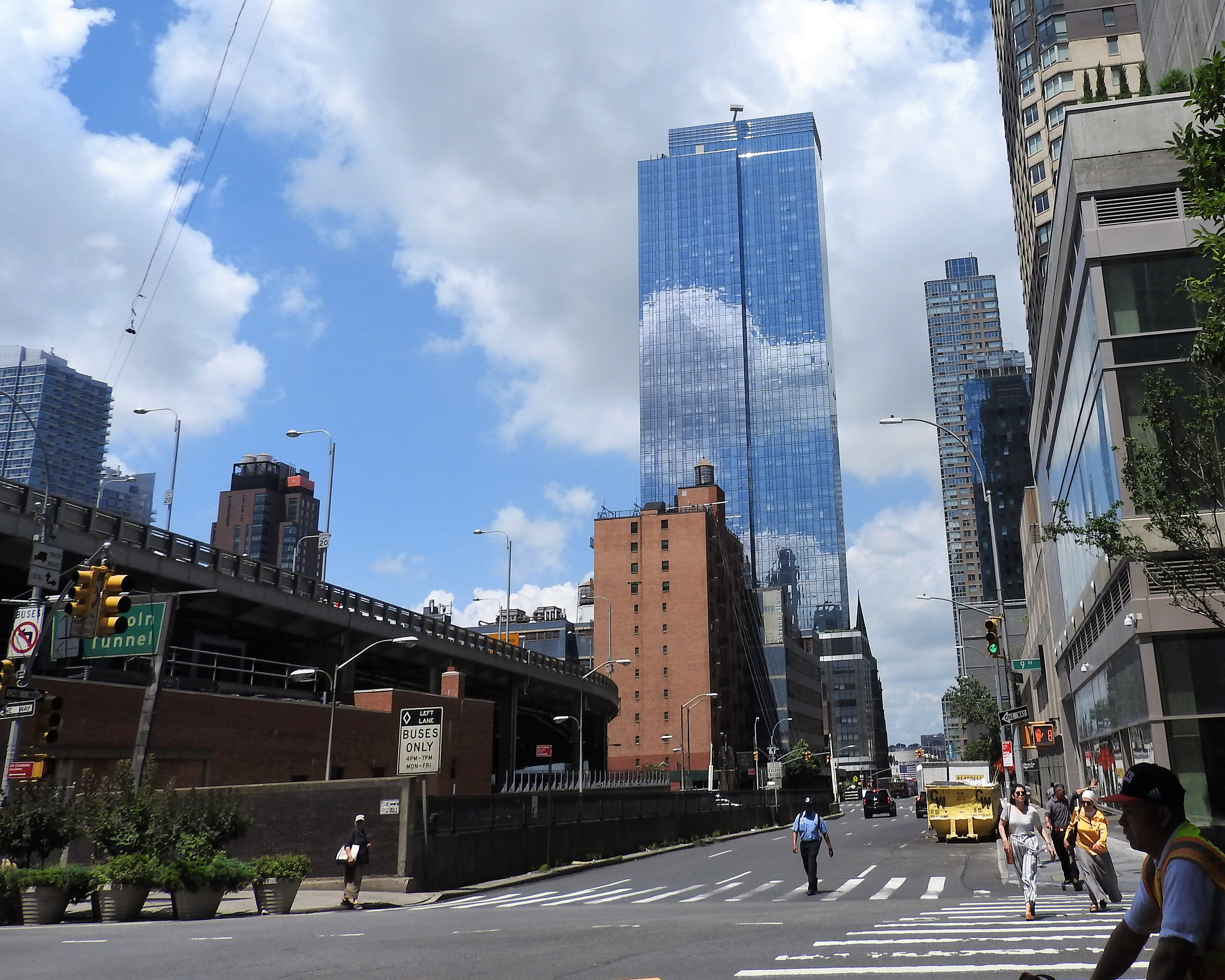
Ansicht von Ost mit Rampen des Busbahnhofs (links) am 5. Juli 2018

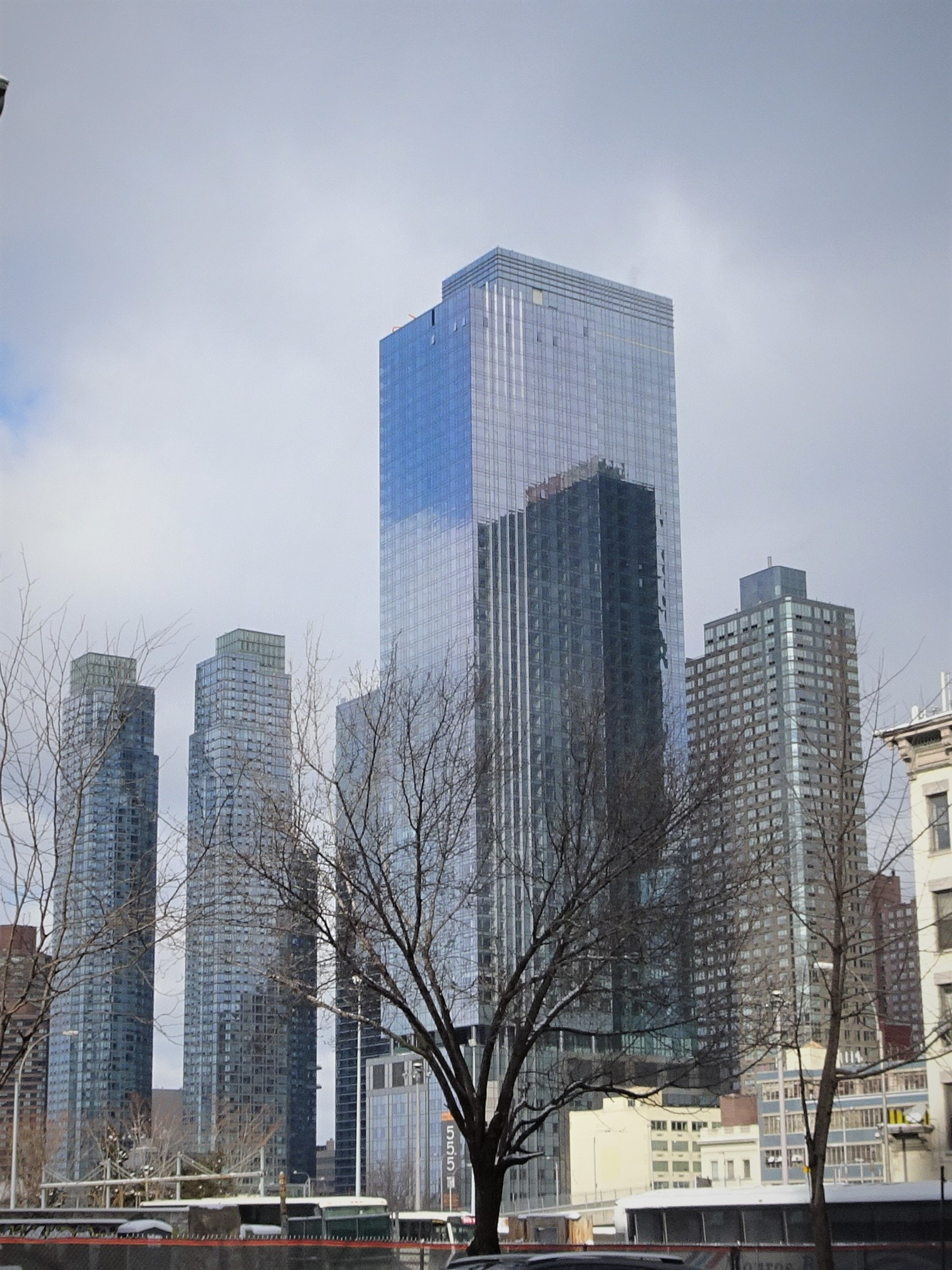
555Ten im Januar 2017, links dahinter die Silver Towers.

## Besonderer Vorfall
Bei der Errichtung des gegenüberstehenden Wolkenkratzers The Maybury geriet am 26. Juli 2023 der Motorraum und die Kabine des dortigen Turmkrans in Brand, infolgedessen der 55 Meter lange Kranausleger abbrach und zuerst an die Fassade von 555Ten krachte und anschließend auf die Straße stürzte. Der Vorfall verursachte insgesamt zwölf Leichtverletzte und einen Schaden von knapp 83 Millionen US-Dollar an der Fassade von 555Ten.